# سکندر امان‌الهی بهاروند
سکندر امان‌الهی بهاروند (۲۰ دی ۱۳۱۶ در خرم‌آباد) انسان‌شناس، مردم‌شناس، ایران‌شناس و پژوهشگر برجستهٔ ایران معاصر و استاد بازنشستهٔ بخش جامعه‌شناسی و برنامه‌ریزی اجتماعی دانشگاه شیراز است. فعالیت‌های پژوهشی امان‌الهی در زمینه‌هایی چون جامعه‌شناسی ایلات و عشایر، انسان‌شناسی فرهنگی و جغرافیای انسانی، پیوستگی و گسترهٔ زیستی قوم لر او را به عنوان یکی از مردم شناسان برجسته در دانشگاه‌ها و مراکز علمی ایران و جهان معرفی نموده‌است.

## زندگی
سکندر امان‌الهی بهاروند در ۲۰ دی‌ماه ۱۳۱۶ خورشیدی در روستای دارائی یکی از روستاهای خرم‌آباد به دنیا آمده‌است. او در سال ۱۳۴۷ خورشیدی مدرک کارشناسی جامعه‌شناسی را از دانشگاه ایالتی مورگان (بالتیمور آمریکا)، در سال ۱۳۵۰ کارشناسی ارشد انسان‌شناسی از دانشگاه مریلند (کالج پارک آمریکا) و در سال ۱۳۵۳ دکترای انسان‌شناسی خود را از دانشگاه رایس (هیوستون آمریکا) دریافت کرده‌است و نیز مدتی را به‌عنوان استاد میهمان در دانشگاه‌های مختلف از جمله دانشگاه هاروارد (آمریکا)، دانشگاه آرهوس (دانمارک)، دانشگاه برگن (نروژ) و… به تدریس گذرانده‌است. امان‌الهی از سال ۱۳۵۳ پس از پایان تحصیلات دانشگاهی، به ایران بازگشت و در دانشگاه شیراز به تدریس و پژوهش مشغول شد.

## دیدگاه‌ها

### در مورد زبان لری
امان الهی بهاروند در همایش بررسی سیر تحول ادبیات بومی در لرستان که در دانشگاه لرستان برگزار شد، با اشاره به این‌که در حال حاضر در کتیبه بیستون حداقل ۱۰ تا ۲۰ واژه لری وجود دارد بیان کرد:

آنچه که دارد زبان بومی را تهدید می‌کند، آمدن تلویزیون به منازل و ترویج زبان فارسی و تکلم افراد بومی به زبان فارسی جای زبان مادری است… از لرستانی‌ها انتظار دارم که متوجه عظمت زبان و میراث فرهنگی خود یعنی زبان بومی باشند و فرزندان خود را منع نکنند که به زبان لری سخن گویند؛ چرا که فرزند خود را از هویت و میراث فرهنگی‌اش دور خواهید کرد.

ایشان در سال ۱۳۹۵ در همایش فرهنگی لرستان در بوستان گفتگو تهران با اشاره به این که لرها شعبه‌ای از پارس‌ها بوده‌اند افزود: لرها ابتدا در ارومیه، سپس در لرستان و بعد از آن در مسجدسلیمان ساکن شدند

## آثار

### کتاب‌ها
- قوم لر (پژوهشی دربارهٔ پیوستگی قومی و پراکندگی جغرافیایی لرها در ایران)
- شناخت فرهنگ
- جایگاه موسیقی در فرهنگ لرستان
- خنیاگری و خنیاگران در جوامع روستایی و عشایری ایران (سازمان میراث فرهنگی کشور – مرکز مردم‌شناسی)
- سازش فرهنگی مردم کوهستان و تحولات آن (سازمان میراث فرهنگی کشور ـ مرکز مردم‌شناسی)
- اندیشه‌های انسان‌شناسی

### مقالات
- «توسعه و تهاجم فرهنگی از دیدگاه انسان‌شناسی»، سمینار توسعهٔ فرهنگی، دانشگاه تهران (۲ تا ۴ خرداد ۱۳۷۴)
- «علل کندی توسعه در لرستان»، سمینار توسعهٔ فرهنگی دانشگاه تهران (خرداد ۱۳۷۶)
- «زوال کوچ‌نشینی در ایران» (سازمان میراث فرهنگی مرکز مردم‌شناسی)
- «مسائل و مشکلات انسان‌شناسی در ایران و پیشنهادهایی برای حل آن‌ها»
- «نقش انسان‌شناسی در شناخت انسان و فرهنگ»، سمینار یکروزه دانشکده ادبیات و علوم انسانی دانشگاه شیراز